# Nationaler AIDS-Beirat
Der Nationale AIDS-Beirat begleitete in Deutschland von 1987 bis 2016 als Beratungsgremium des Bundesministeriums für Gesundheit die Politik der Bundesregierung zur Bekämpfung von HIV und AIDS.
Die Einrichtung des interdisziplinären Beirats – bestehend aus 17 Experten aus den Bereichen Forschung, medizinische Versorgung, öffentlicher Gesundheitsdienst, Ethik, Recht, Sozialwissenschaften sowie Personen aus der Zivilgesellschaft – erfolgte im Frühjahr 1987 auf Grundlage der Koalitionsvereinbarung der 11. Legislaturperiode des Deutschen Bundestages. Mit seinen Stellungnahmen, insbesondere zu neuen oder kontrovers diskutierten Fragestellungen, gab der Nationale AIDS-Beirat eine wichtige Unterstützung bei der Gestaltung und Umsetzung einer fachlich fundierten und wirksamen Strategie hat der Nationale AIDS-Beirat zum gesellschaftlichen und fachlichen Konsens über die Strategie und Umsetzung der deutschen HIV/AIDS-Bekämpfung beigetragen.
Die letzte Sitzung des Nationalen AIDS-Beirats fand am 21. November 2016 statt. Bundesgesundheitsminister Hermann Gröhe (CDU) kündigte zugleich ein neues, nicht allein auf HIV/AIDS fokussiertes Gremium an, das die Umsetzung der im April 2016 verabschiedeten „Strategie zur Eindämmung von HIV, Hepatitis B und C und anderen sexuell übertragbaren Infektionen“ begleiten soll.
Die Deutsche AIDS-Hilfe hatte sich für eine Weiterentwicklung des Nationalen AIDS-Beirats starkgemacht. Bei ihrer Mitgliederversammlung im Oktober 2016 übernahm sie zuletzt eine entsprechende Resolution ihres Selbsthilfe-Gremiums PositHIVe Gesichter sowie der Teilnehmenden der Selbsthilfekonferenz „Positive Begegnungen“ Hamburg 2016. Darin wird gefordert, ein Gremium in der Nachfolge des Nationalen AIDS-Beirates einzurichten, um so die Einbindung der Selbsthilfe in die staatliche HIV/Aids-Politik sicherzustellen.

## Mitglieder
- Bernd Aretz, Selbsthilfe
- Klaus Bergdolt, Medizinhistoriker
- Norbert H. Brockmeyer, Klinischer HIV-Spezialist
- Kelly Calvacanti, Selbsthilfe
- Dominik Groß, Medizinethiker
- Annette Elisabeth Haberl, Klinische HIV-Spezialistin
- Silke Klumb, Geschäftsführerin Deutsche AIDS-Hilfe
- Heidrun Nitschke, Ärztin im öffentlichen Gesundheitsdienst
- Jürgen Rockstroh, Klinischer HIV-Spezialist
- Rolf Rosenbrock, Sozialwissenschaftler
- Reinhold E. Schmidt, Klinischer HIV-Spezialist
- Margarete Schuler-Harms, Juristin für öffentliches Recht
- Ulrike Sonnenberg-Schwan, Psychologin
- Hans-Jürgen Stellbrink, Klinischer HIV-Spezialist
- Jochen Taupitz, Gesundheitsrechtler/Medizinethiker
- Gaby Wirz, Selbsthilfe
- Ulrich Würdemann, Selbsthilfe

## Veröffentlichte Voten des Nationalen AIDS-Beirates
- 11. Oktober 2012: Votum zum Abbau von Diskriminierung in der Arbeitswelt[6]
- 26. Februar 1013: Votum zur strafrechtlichen Bewertung einer HIV-Übertragung bei einvernehmlichem Sexualverkehr[7]

- 19. März 2014: Der Nationale AIDS-Beirat äußert sich zum Zugang zu ärztlicher Versorgung, Beratung und HIV-Therapie[8]
- 13. Oktober 2015: Votum zur HIV-Diagnostik in der Erstuntersuchung von Asylsuchenden[9]
- 5. April 2016: Votum zur Speicherung von gesundheitsbezogenen Daten in polizeilichen Datenbanken unter dem Kürzel „ANST“[10]